# 渋谷ワイナリー東京
渋谷ワイナリー東京（しぶやワイナリーとうきょう、英称:SHIBUYA WINERY TOKYO）は、東京都渋谷区神宮前六丁目にあるワインメーカー。

## 概要
2006年（平成18年）9月21日、ワイナリーコンサル経営の「株式会社スイミージャパン」の中本徹が、東京都江東区深川に都市型ワイナリーを創業したのが始まり。ワインの醸造と販売を業務とした、「ワインの飲み手とワインのプロフェッショナルとをマッチングさせる仕事」そうした会社を目指している。2020年（令和2年）8月に、東京都渋谷区神宮前六丁目にあるMIYASHITA PARK内に三つ目のレストラン併設のワイナリーを創設した。ブドウは生産地から仕入れ、醸造は消費者に近いところで行う、こうしたスタイルは「都市型ワイナリー」と呼ばれ、米国・ポートランドが発祥で、ニューヨークやパリなど世界中に広がりつつある。
スイミージャパンは、レストラン併設のワイナリー「深川ワイナリー東京（2016年（平成28年）6月オープン）」から始まり、「大阪エアポートワイナリー（2018年（平成30年）4月オープン）」、そして渋谷のランドマークであるMIYASHITA PARKに「渋谷ワイナリー東京（2020年（令和2年）8月オープン）」を出店した。都市圏内でのワイナリーを運営するスイミージャパンは、さまざまなカルチャーの発信地である渋谷にオープンさせ、都市型の醸造施設によって若い人にも気軽にワインと触れ合ってほしいとの思いで出店した。そして、新しいフラッグシップになるような店を目指している。
渋谷ワイナリー東京は規模の小さなワイナリーだが、ぶどうの除梗破砕から搾汁、澱引き、濾過、瓶詰め、ラベル貼りまで、大きなワイナリーと変わらない醸造に関わるすべての作業を行っている。ぶどう産地にあるワイナリーと違うのは、一年中、様々な地域のぶどうからワインを造っており、秋には長野県や山梨県のぶどうを、春にはニュージーランドやオーストラリアなどの南半球のぶどうからワインを造っている。

## 沿革
- 2006年（平成18年）9月21日 - ワイナリーコンサル経営の「株式会社スイミージャパン」創業[6]
- 2016年（平成28年）6月 - 「深川ワイナリー東京」オープン[6]
- 2018年（平成30年）
  - 4月 - 「大阪エアポートワイナリー」オープン[6]
  - 5月 - 「深川ワインガーデン」オープン[6]
  - 12月 - 東京海洋大学と共同で「海中熟成検証プロジェクト」研究開始[6]
- 2020年（令和2年）8月4日 - 「渋谷ワイナリー東京」オープン[6]
- 2023年（令和5年）4月26日 - オンラインストアをリニューアルオープン[6]

## 店舗情報
- 店舗名 - 「渋谷ワイナリー東京」（SHIBUYA WINERY TOKYO）
- 所在地 - 東京都渋谷区神宮前六丁目20番10号 MIYASHITA PARK North 3階[2]
- 事業内容 - ワイン醸造所併設レストラン[1]
- 醸造責任者 - 村上学[7]
- オープン - 2020年（令和2年）8月4日[1]
- 営業時間 - 午前11時間〜午後11時、ランチ/午前11時〜午後3時、カフェ/午後3時〜午後5時、デイナー/午後5時〜午後11時[2]
- 定休日 - 無し（MIYASHITA PARKの休館日は除く）[2]
- 平均予算 - 昼間/1,200円、夜間/3,500円[8]

姉妹ワイナリー
- 店舗名 - 「深川ワイナリー東京」（FUKAGAWA WINERY TOKYO）
- 所在地 - 東京都江東区古石場1-4-10 高畠ビル 1階

- 店舗名 - 「深川ワイナリー東京 テイスティングラボ」（FUKAGAWA WINERY TOKYO TASTING LAB）
- 所在地 - 東京都江東区古石場一丁目4番10号 高畠ビル 1階

- 店舗名 - 「深川ワインガーデン」（FUKAGAWA WINE GARDEN）
- 所在地 - 東京都江東区門前仲町二丁目10番1号 赤札堂深川店 3階

- 店舗名 - 「大阪エアポートワイナリー」（OSAKA AIRPORT WINERY）
- 所在地 - 大阪国際空港(伊丹空港)内中央 3階[6]

## 交通アクセス
- 鉄道
  - 東日本旅客鉄道（JR東日本）山手線・埼京線・湘南新宿ライン - 渋谷駅（ハチ公改札・南改札）より徒歩約3分
  - 東急東横線・東急田園都市線、京王井の頭線 - 渋谷駅より徒歩約3分
  - 東京地下鉄（東京メトロ）銀座線・半蔵門線・副都心線 - 渋谷駅より徒歩約3分
  - 東京メトロ千代田線・副都心線 - 明治神宮前駅より徒歩約8分
- バス
  - 都営バス - 池86系統（渋谷→池袋方面のみ停車）、早81系統（渋谷→早稲田方面のみ停車 - 「宮下公園前」より下車徒歩約1分
  - ハチ公バス - 「夕やけこやけルート」、「神宮の杜ルート」 - 「宮下公園前」より下車徒歩約1分
- 駐車場
  - 宮下公園南駐車場 - 24時間営業97台収容
  - 宮下公園北駐車場 - 24時間営業278台収容
  - 宮下公園南バイク駐車場 - 24時間営業21台収容
  - 宮下公園北バイク駐車場 - 24時間営業78台収容